# Tối ưu hóa công cụ tìm kiếm cục bộ
Tối ưu hóa công cụ tìm kiếm cục bộ (tối ưu hóa công cụ tìm kiếm địa phương, SEO địa phương) tương tự như SEO quy mô quốc gia ở chỗ nó cũng là một quá trình ảnh hưởng đến khả năng hiển thị của trang web hoặc trang web trong kết quả không trả tiền của công cụ tìm kiếm web (trang kết quả của công cụ tìm kiếm SERP) gọi là kết quả "tự nhiên", " hữu cơ " hoặc "kiếm được". Nói chung, xếp hạng cao hơn trên trang kết quả tìm kiếm và thường xuyên hơn một trang web xuất hiện trong danh sách kết quả tìm kiếm, càng nhiều khách truy cập sẽ nhận được từ người dùng của công cụ tìm kiếm; những khách truy cập này sau đó có thể được chuyển đổi thành khách hàng. Tuy nhiên, SEO địa phương khác ở chỗ nó tập trung vào việc tối ưu hóa sự hiện diện trực tuyến của một doanh nghiệp để các trang web của nó sẽ được hiển thị bởi các công cụ tìm kiếm khi người dùng nhập các tìm kiếm địa phương cho các sản phẩm hoặc dịch vụ của họ. Xếp hạng cho tìm kiếm địa phương bao gồm một quy trình tương tự như SEO nói chung nhưng bao gồm một số yếu tố cụ thể để xếp hạng doanh nghiệp cho tìm kiếm mức địa phương
Ví dụ: SEO địa phương là tất cả về 'tối ưu hóa' sự hiện diện trực tuyến của bạn để thu hút nhiều doanh nghiệp hơn từ các tìm kiếm địa phương có liên quan. Phần lớn các tìm kiếm này diễn ra trên Google, Yahoo, Bing và các công cụ tìm kiếm khác nhưng để tối ưu hóa tốt hơn trong khu vực địa phương của bạn, bạn cũng nên sử dụng các trang web như Yelp, Danh sách của Angie, LinkedIn, thư mục doanh nghiệp địa phương, các kênh truyền thông xã hội và các trang khác.

## Ra đời của SEO địa phương
Nguồn gốc của SEO địa phương có thể được truy nguyên  vào năm 2003-2005 khi các công cụ tìm kiếm cố gắng cung cấp cho mọi người kết quả trong vùng lân cận cũng như thông tin bổ sung như thời gian mở cửa hàng, danh sách trong bản đồ, v.v.
SEO địa phương đã phát triển qua nhiều năm để cung cấp một phương pháp tiếp thị trực tuyến nhắm mục tiêu cho phép các doanh nghiệp địa phương xuất hiện dựa trên một loạt các tín hiệu tìm kiếm địa phương, cung cấp một sự khác biệt khác biệt với SEO tổng thể rộng hơn, ưu tiên tìm kiếm liên quan đến khoảng cách của người tìm kiếm.

## Kết quả tìm kiếm địa phương
Tìm kiếm cục bộ kích hoạt các công cụ tìm kiếm để hiển thị hai loại kết quả trên trang kết quả của Công cụ tìm kiếm: kết quả địa phương cục bộ và 'Gói địa phương'. Các kết quả không phải trả tiền cục bộ bao gồm các trang web liên quan đến truy vấn tìm kiếm có liên quan đến địa phương. Chúng thường bao gồm các thư mục như Yelp, Trang vàng, Facebook, v.v...  Gói địa phương hiển thị các doanh nghiệp đã đăng ký với Google và sở hữu danh sách 'Google My Business' (GMB) của họ.